# ماثيو كوبر (لاعب اتحاد الرغبي)
ماثيو كوبر (بالإنجليزية: Matthew Cooper)‏ هو لاعب اتحاد الرغبي نيوزيلندي، ولد في 10 أكتوبر 1966 في غيسبورن ‏ في نيوزيلندا.